# Nightwish
Nightwish är en finsk symfonisk metal-grupp från Kides i östra Finland som grundades 1996.
Bandets metal-musik med Tarja Turunens operaskolade röst har rönt stora framgångar i främst Finland, men också i resten av världen. I och med albumet Once (2004) nådde de en bred publik i framförallt Norden, men även i övriga Europa. Nightwish anses vara ett av banden som i slutet av 1990-talet hjälpte till att öka populariteten av symphonic metal. Bandet är mest känt för sina internationella hits Nemo, Wish I Had an Angel och Sleeping Sun.
Även om Nightwish har varit stora i sitt hemland sedan sin första singel, The Carpenter (1997), blev de inte berömda utomlands förrän efter albumen Oceanborn och Wishmaster, som släpptes 1998 respektive 2000. Albumet från 2004, Once, gav bandet mer speltid på MTV i USA och deras musik var med som soundtrack i två amerikanska filmer. Bandet gav ut tre singlar och två musikvideor från detta album och även en singel med den äldre låten Sleeping Sun från greatest-hits-albumet Highest Hopes.
I oktober 2005 sparkades sångerskan Tarja Turunen från bandet och efter en audition-period avslöjades den 24 maj 2007 den före detta Alyson Avenue-sångerskan Anette Olzon från Helsingborg vara Nightwish nya sångerska. Albumet Dark Passion Play, med välgörenhetssingeln Eva och singeln Amaranth släpptes i september 2007. Konceptalbumet Imaginaerum släpptes 2011 och en film baserad på albumets 13 låtar hade premiär i slutet av 2012. I oktober 2012 tillkännagav bandet att medlemmarna och Anette Olzon i ömsesidig förståelse beslutat sig för att gå skilda vägar. Floor Jansen ersatte Anette under resten av den pågående turnén för att senare gå in som permanent vokalist.

## Historia

### Skapandet (1996)

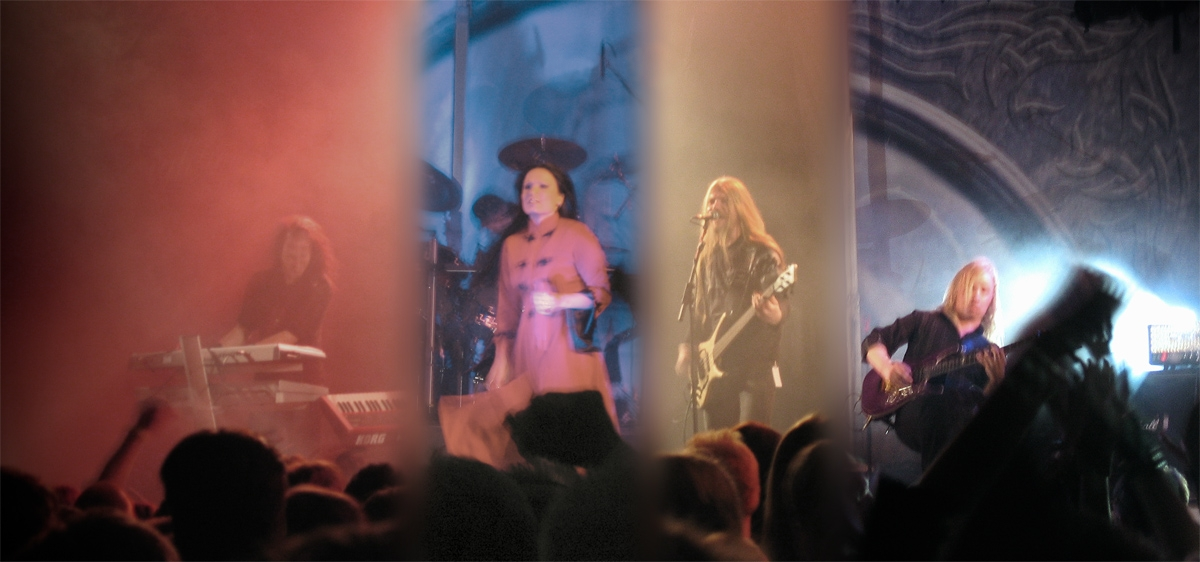
Nightwish bandmedlemmar på konsert 2004. Från vänster: Tuomas Holopainen, Tarja Turunen, Marco Hietala, Erno "Emppu" Vuorinen.

Nightwish grundades i juli 1996 på initiativ av keyboardisten Tuomas Holopainen, efter att han tillbringat en kväll kring en lägereld med sina vänner. Han bjöd in gitarristen Erno "Emppu" Vuorinen samt vokalisten Tarja Turunen, som på deras skola hade blivit känd för sin exceptionella röst. Bandets stil kring denna tid var baserad på experiment av Holopainen när han använde keyboard, akustisk gitarr och klassisk sång från Turunen. Trion spelade in en demo tillsammans mellan oktober och december 1996. Demoskivan hade tre låtar - Nightwish, vilket bandet även tog som sitt namn, The Forever Moments samt Etiäinen. De första idéerna var att skapa musik som spelades runt lägereldar, men efter inspelningen av demoskivan bestämde sig Holopainen att Turunens kraftiga sopranröst var för kraftfull för ett sådant projekt och bestämde sig för att lägga in metal i musiken.

### Angels Fall First (1997)
I början av 1997 gick trummisen Jukka Nevalainen med i bandet. Samtidigt byttes den akustiska gitarren ut mot elgitarr. Både beslutet att ta med en trummis och att byta till elgitarr var en del av Holopainens idé att ändra Nightwish stil till mer metal och skapa det kännetecknande sound som utmärker gruppen än idag.
I april 1997 gick bandet in i studion och spelade in sju nya låtar och en förändrad version av demolåten Etiäinen. De låtarna återfinns på limited edition-versionen av deras senare debutalbum Angels Fall First. I maj samma år fick bandet kontrakt med det finska skivbolaget Spinefarm Records som gav dem ett kontrakt på två album. Angel Falls First släpptes i november samma år och nådde plats 31 på den finska albumlistan. Singeln The Carpenter hade släppts innan albumet och nått tredjeplatsen på den finska singellistan.
Kritiken mot debutalbumet Angels Fall First var blandad. All Music Guide gav albumet 2 av 5 och källor som The Metal Observer tyckte att Nightwish debutalbum inte gick att jämföra med deras senare skivor. Dock så har albumet på webbplatsen Encyclopaedia Metallum, där lyssnare ger sina egna recensioner, en hög betygssiffra på cirka 91 procent.
I december 1997 hade bandet sin första konsert, över ett år efter att de startade, i sin hemstad Kides i Finland. Under vintern 1997-1998 framträdde bandet bara sju gånger eftersom trummisen Nevalainen och gitarristen Vourinen gjorde klart militärtjänstgöringen och Turunen fortfarande studerade. Under vintern förlängde även Spinefarm Records bandets kontrakt från två till tre stycken album.

### Oceanborn (1998–1999)

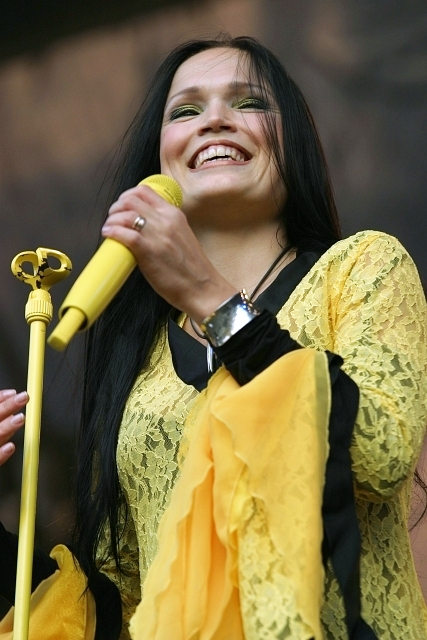
Nightwish första sångerska Tarja Turunen, 2005.

1998 tog bandet ett större steg framåt när de tog med basisten Sami Vänskä, en gammal vän till Holopainen. Efter att ha spelat in sin första musikvideo för låten The Carpenter från debutalbumet släppte de albumet Oceanborn, uppföljaren till Angels Fall First. Albumet var tekniskt svårare och progressivare än det första albumet, speciellt gällande låtskrivandet och arrangemangen. Albumet hade även med Tapio Wilska (före detta Finntroll) med på två låtar (Devil and the Deep Dark Ocean och The Pharaoh Sails to Orion) vilket var Nightwish första inkluderande av en gästsångare. Oceanborn nådde plats fem på den finska albumlistan och den första singeln från albumet, Sacrament of Wilderness, gick direkt upp på förstaplatsen på den finska singellistan där den också stannade i flera veckor.
Den andra singeln från albumet var Walking in the Air, en cover på Howard Blakes låt från soundtracket till The Snowman. Det hade varit Holopainens dröm sedan han för första gången såg "The Snowman", sju år gammal, att spela in en cover av den.
1999 spelade bandet in singeln Sleeping Sun (Four Ballands of the Eclipse) inför solförmörkelsen i Tyskland. Singeln sålde 15 000 kopior i Tyskland under den första månaden och innehöll låtarna Sleeping Sun, Walking in the Air, Angels Falls First samt Swanheart. Låten Sleeping Sun blev bandets tredje musikvideo och är känd som en av Nightwish bästa och mest spelade låtar, tillsammans med de senare släppta låtarna Nemo och Wish I Had an Angel. Fortfarande under 2007 ligger den på fjärdeplatsen av de mest lyssnade låtarna det senaste halvåret på Last.fm.
Oceanborn sålde guld i augusti året efter det släpptes.

### Wishmaster (2000)
År 2000 deltog Nightwish i Finlands uttagning till Eurovision Song Contest med låten Sleepwalker, vilken senare släpptes på specialutgåvan av Wishmaster. De slutade på andra plats i tävlingen efter att ha vunnit tittarnas telefonröster men blivit slagna av juryrösterna. Finland blev istället representerade av Nina Åström. 2006 vann ett annat metalband, Lordi hela tävlingen för Finland med låten Hardrock Hallelujah och Holopainen förfrågades i en intervju om han trodde att Nightwish kunde ha gjort bättre ifrån sig om de fått chansen. Han svarade att han inte trodde det utan att han var stolt över Lordi.
I maj släpptes bandets tredje studioalbum, Wishmaster som gick direkt in på förstaplatsen på den finska albumlistan och stannade där i tre veckor. Under de tre veckorna belönades den för att ha sålt guld. Fastän album som folk hade väntat på länge på från Iron Maiden och Bon Jovi släpptes runt samma tid så belönades Wishmaster med "månadens album" av den tyska tidningen "Rock Hard".
Albumet följdes av en marknadsföringssingel, The Kinslayer – en låt som Holopainen hade skrivit speciellt om Columbine-massakern. Låten innehåller en dialog mellan Tarja Turunen och gästsångaren Ike Vil.

### Over the Hills and Far Away / Century Child (2001–2003)

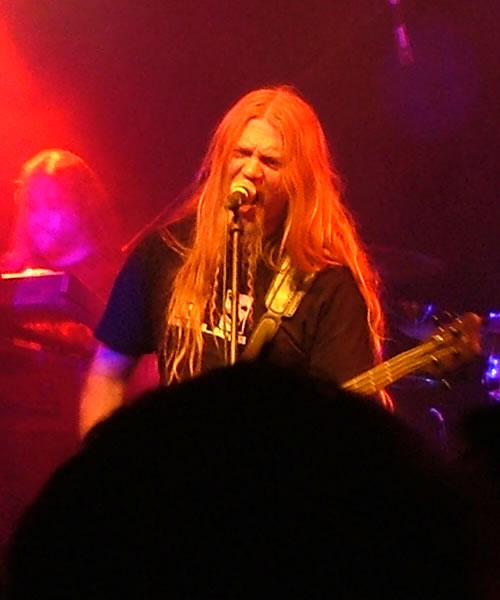
Marco Hietala gick med i bandet 2001 och ersatte Sami Vänskä.

2001 spelade Nightwish in en cover av Gary Moores Over the Hills and Far Away tillsammans med två andra nya sånger och en nyinspelning av låten Astral Romance. Dessa släpptes på en EP som även den hette Over the Hills and Far Away. Skivan innehåller gästsångarna Tony Kakko (från power metal-bandet Sonata Arctica) och återigen Tapio Wilska. Bandet släppte även en VHS, DVD och CD med livematerial som spelats in på en show i Tammerfors den 29 december, 2000. Alla formaten gavs ut under namnet From Wishes to Eternity. Kort efteråt byttes basisten Sami Vänskä ut mot Marco Hietala, som lämnade sitt dåvarande band Sinergy. Hietala började även sjunga på vissa låtar. Holopainen har efteråt sagt att han och Vänskä fortfarande håller kontakten, tvärt emot rykten om att de inte träffats efter Vänskä lämnat bandet.
2002 släppte bandet albumet Century Child och singlarna Ever Dream och Bless the Child.
Den stora skillnaden mot de föregående albumen var att bandet använde en stor finländsk orkester i låtarna Bless the Child, Ever Dream, Feel For You och The Beauty of the Beast för att få en större känsla av klassisk musik. Century Child belönades med en guldskiva två timmar efter den släppts och platina efter två veckor. Nightwish satte även rekord på de finska listorna, aldrig hade det varit ett sådan stort gap i försäljningen mellan ettan och tvåan. Efter att ha spelat in en musikvideo till Bless the Child så spelades en andra video in till End of All Hope, helt utan något finansiering. Videon innehåller klipp ur den finska filmen Kohtalon kirja.
2003 släppte Nightwish en andra DVD, End of Innocence som under två timmar berättar historien bakom bandet med Holopainen och Nevalainens ord. Dokumentären innehåller också bitar ur livekonserter, exklusivt material och så vidare. Tarja gifte sig även under sommaren 2003 och det gick rykten om att bandet skulle upplösas. Ryktena visade sig vara felaktiga och bandet fortsatte att spela.

### Once / Highest Hopes (2004–2005)
Ett nytt album, Once släpptes den 7 juni, 2004 tillsammans med den första singeln Nemo (latin för "ingen"). Singeln toppade listorna i Finland och Ungern och nådde topp tio i fem andra länder. Nemo är därför bandets hittills mest framgångsrika singel.
Once innehåller återigen en full orkester på nio av de elva låtarna. Nightwish bestämde sig denna gång för att leta efter en orkester utanför Finland och valet föll på London Session Orchestra. Once är bandets andra album som innehåller en låt helt på finska, Kuolema Tekee Taiteilijan (sv. Döden gör en konstnär). Skivan har sålt trippelplatina i Finland, platina i Tyskland, guld i Sverige och nått förstaplatsen i Grekland, Norge och Ungern. De tillhörande singlarna var Wish I Had an Angel (som även fanns med i soundtracket till filmen Alone in the Dark), Kuolema Tekee Taiteilijan (släppt bara i Finland och Japan) och The Siren. Förutom den kommersiella succén så var Once även accepterad av kritiker, med många positiva recensioner där flera drog paralleller med Oceanborn.

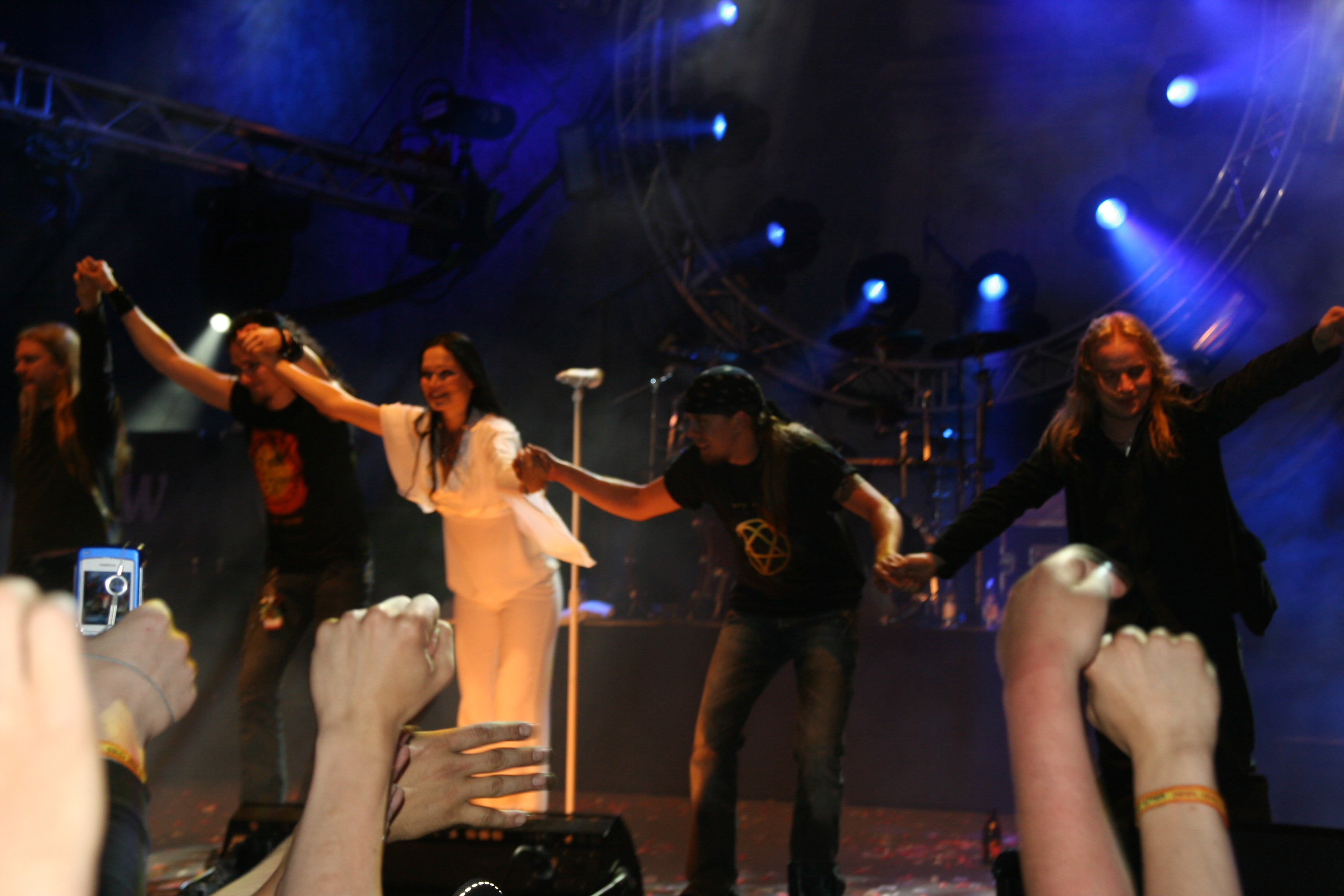
Nightwish i juni 2005 under en spelning.

Succén med albumet gav bandet chansen att göra en världsturné, Once World Tour, och gav möjlighet till spelningar i många länder som bandet inte besökt tidigare. Nightwish framträdde på öppningsceremonin till VM i friidrott 2005 som hölls i Helsingfors.
Ett "best of"-album släppte i september 2005 och innehåller låtar från alla då släppta skivor. Samlingen Highest Hopes innehåller även en livecover av Pink Floyds låt High Hopes. Låten är den första där Hietala framför sången helt på egen hand. Förutom High Hopes finns även en nyinspelning av Sleeping Sun med, vilken även släpptes som singel. En ny video, som innehöll ett medeltida krigsslag, spelades in till låten. Videon finns med på den tyska versionen av singeln som en separat DVD.

### End of an Era (2005–2006)
Efter att ha spelat in spelningen i Hartwall Areena i Helsingfors den 21 oktober 2005, som skulle släppas på en ny live-DVD (End of an Era släppt juni 2006), så bestämde de fyra medlemmarna i Nightwish att det var bäst att fortsätta utan sångerskan Tarja Turunen, en känsla de förklarade genom ett öppet brev som Tuomas Holopainen gav till Turunen efter konserten och som efteråt las upp på bandets webbplats. Huvudorsaken till att Turunen sparkades var att bandet kände att hennes make Marcelo Cabuli, en argentinsk affärsman, drev på de kommersiella intressena samt att de ansåg att Turunen hade ett klent engagemang för musiken.
Turunen besvarade brevet och ansåg att hennes avsked från bandet kom som en chock, och att hon inte hade fått någon indikation innan hon fick brevet. Hon tyckte även att de personliga attackerna mot hennes make var obefogade och elaka. Hon gav uttryck för sina känslor i ett öppet brev som publicerades på hennes egen webbplats, via TV, tidningar och tidningsintervjuer.

### Dark Passion Play (2006–2007)
2006 påbörjade bandet inspelningen av sitt sjätte album. Arbetet började med trummorna, sedan gitarr, bas och keyboards. Orkester- och körinspelningar ägde rum i Abbey Road Studios, London, England. Efter detta spelades de sista syntljuden och sången in.
För att hitta en ersättare för Tarja Turunen så lät bandet den 17 mars, 2006, sångerskor som var intresserad av platsen skicka in demospår som en sorts audition. Efter detta började spekulationerna om vem som kunde ta den framgångsrika Turunens plats i bandet. Bland annat rapporterade tidningen Terrorizer i april 2007 att den nya sångerskan i bandet skulle bli Sarah Brightman, något som visade sig vara falskt. I och med att flera rykten uppstod så bad bandet på sin webbplats att fansen inte skulle tro några rykten från källor som inte var några än från bandet själva när det gällde den nya sångerskan.
Av samma orsak så publicerades den nya sångerskans identitet tidigare än tänkt, den 24 maj 2007. Anette Olzon från Sverige var den som tagit Turunens plats.
Eva meddelades i februari, 2007, vara den första singeln från det nya albumet. Ett smakprov av låten publicerades på bandets webbplats tillsammans med tre andra, 7 Days to the Wolves, Master Passion Greed och Amaranth, från det kommande albumet. Singeln Eva skulle egentligen släppts den 30 maj, men låten läckte ut på en brittisk fildelningssajt så släppet skedde istället den 25 maj, 2007.
Den 13 juni publicerades namnet och omslagsbilden på det nya albumet, Dark Passion Play, på Nightwish' officiella webbplats samt namnet och omslaget på deras andra singeln från skivan, Amaranth. Amaranth har även ha ett bonusspår, While Your Lips Are Still Red, skriven av Holopainen som huvudspår för den kommande finska filmen Leiksa!. Tekniskt sett är det inte en Nightwish-låt eftersom den bara har Marco på sång, Tuomas på keyboard och Jukka på trummor. Låtens video släpptes officiellt den 15 juni.
Singeln Amaranth släpptes den 22 augusti. Amaranth sålde guld i Finland två dagar efter släppet.
Dark Passion Play släppes runt om i Europa den sista veckan i september 2007, i Storbritannien den 1 oktober och i USA den 2 oktober. Skivan kom i tre olika versioner; en enkel-CD, en dubbel-CD som innehåller en bonuslåt på första skivan samt en andra skiva med instrumentala versioner, samt en begränsad version med tre skivor – dubbel-CD:n samt en skiva med bonuslåtar och demoversioner.
Albumet är mer frigjort från den kvinnliga sången än tidigare album, kanske beroende på att Turunen inte längre är med i bandet. Marco Hietala har mer sång i låtarna än någonsin tidigare och sjunger i varje låt förutom Amaranth.

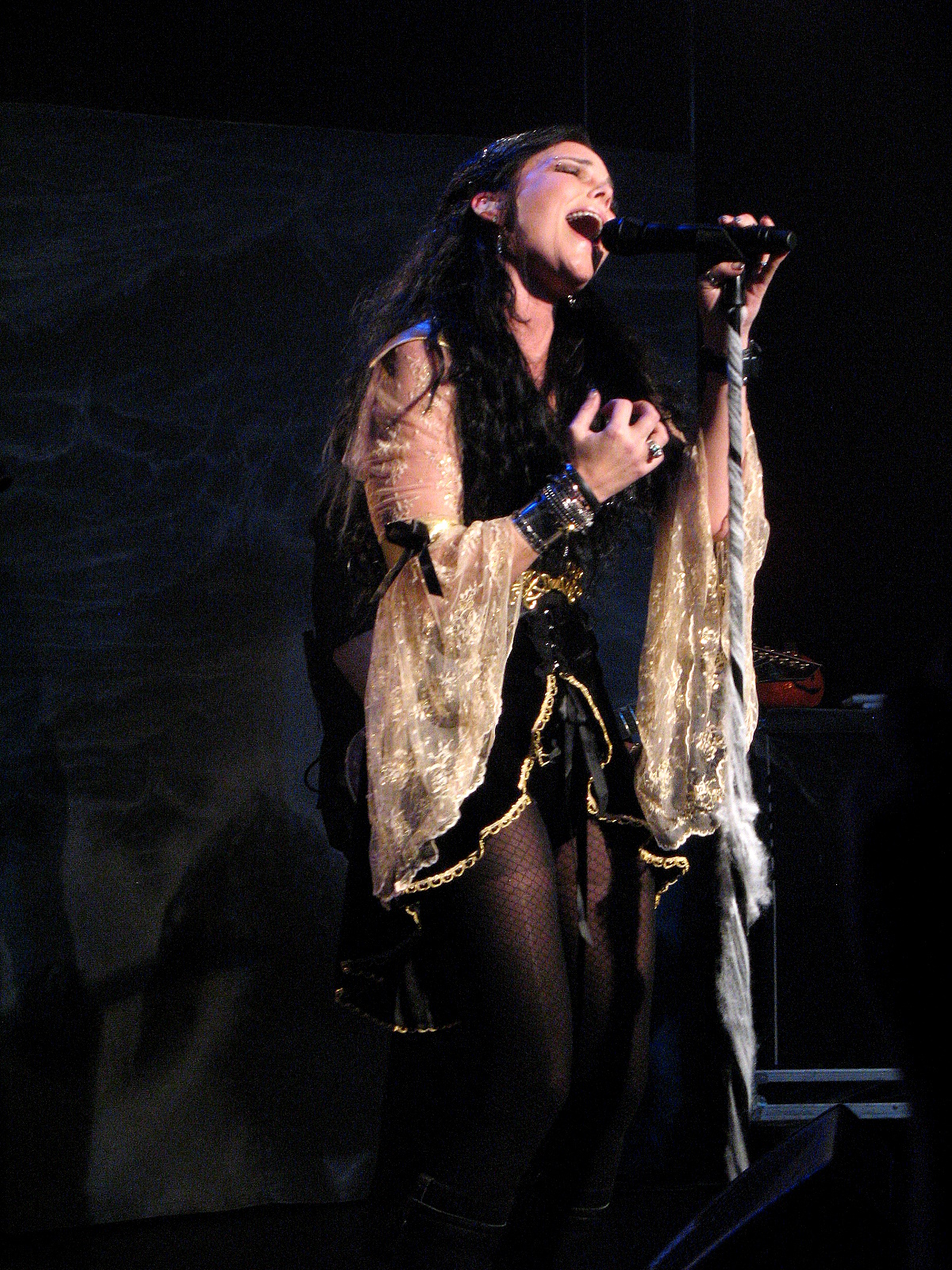
Anette Olzon (med i bandet 2007–2012) sjunger live under Dark Passion Play-turnén i Seattle, (USA) 2007.

Flera tidningar, bland annat Kerrang!, har noterat att efter Turunen lämnade bandet har de blivit mer frigjorda i sin musik. Bandets användning av en 175 man stark orkester har resulterat i att bandet kallas för "Epic Metal" av många fans - speciellt den 14 minuter långa öppningslåten The Poet and the Pendulum. Albumet fick 5 av 5 i betyg av Kerrang!.
Den 22 september 2007 spelade bandet en hemlig konsert på ett rockcafé i Tallinn, Estland och kallade sig ett coverband av Nightwish, "Nachtwasser".
Deras första officiella konsert med Anette Olzon som sångerska ägde rum i Tel Aviv, Israel den 6 oktober 2007. Dark Passion Play-turnén har besökt samtliga länder i Skandinavien och resten av Europa mycket flitigt, men många uppträdanden har också gjorts även i Nordamerika (USA, Kanada och Mexiko), Asien (Kina, Japan, Hongkong och Israel), Sydamerika (Brasilien, Argentina och Chile) och Australien. Turnén besökte således alla värlsdelar och pågick i två år.
Den tredje singeln från albumet rapporterades först bli Bye Bye Beautiful och en musikvideo till låten spelades in tillsammans med Amaranth och släpptes i september 2007. Bandet ändrade dock sig och den tredje singeln från albumet blev Erämaan Viimeinen, en tidigare outgiven version av Last of the Wilds som är intstrumetal på albumet. I singel-versionen har den dock sång. Den släpptes endast i Finland den 5 december, 2007. Låten framförs av Jonsu från det finska pop/rockbandet Indica.
Den 13 december 2007 öppnade Nightwish ett officiellt konto på Youtube som länkades från den egna sajten. På kontot laddar bandet upp liveupptagningar från sina konserter.
Den 8 januari, 2008 tillkännagavs det att Bye Bye Beautiful skulle bli den fjärde singeln från albumet Dark Passion Play. Den släpptes den 15 februari i två versioner, DVD och CD.
Den 6 mars 2009 släppte Nightwish live-DVD:n Made in Hong Kong (And in Various Other Places).

### Imaginaerum (2011–2014)
I juni 2009 avslöjade Holopainen i det finska rockmagasinet Soundi att han börjat skriva musik till ett nytt album. Den 10 februari 2011 tillkännagav Nightwish att titeln på detta skulle bli Imaginaerum och att en film baserad på det skulle ha premiär 2012. Imaginaerums första singel, Storytime, släpptes den 9 november 2011. Albumet släpptes i Finland den 30 november och i övriga Europa den 2 december samma år. Andra singeln, The Crow, the Owl and the Dove, släpptes den 29 februari året därpå. The Imaginaerum World Tour drog igång i Los Angeles den 21 januari.
Den 1 oktober 2012 utfärdade Nightwish ett pressmeddelande där de skrev att Anette Olzon hade lämnat gruppen och att beslutet togs för allas bästa; "På senare tid har det blivit alltmer uppenbart att bandets riktning och behov stått i konflikt, och detta har lett till en oenighet som vi inte kan ta igen". Samma datum gjorde Anette sitt sista framträdande i Salt Lake City. Tillkännagivandet kom kort efter att Olzon blivit sjuk och inte kunnat framträda. Hon uttryckte sitt missnöje mot att resten av bandet valt ersättningssångerskor (Elize Ryd) utan att höra med henne. Som ersättare för de återstående spelningarna i Imaginaerum-turnén valdes sedan Floor Jansen, tidigare känd från After Forever och ReVamp..
Den 10 november 2012 gavs filmmusiken till Imaginaerum ut på albumet Imaginaerum - the Score. Musiken är en bearbetning av det tidigare studioalbumet Imaginaerums tretton låtar. Filmen har premiär i Finland den 23 november.
Under turnén spelades en DVD in som fick namnet Showtime, Storytime. I oktober 2013 blev Floor Jansen och pipspelaren Troy Donockley, som varit med bandet i studion och live sedan 2007, tillfrågade att gå med i Nightwish på heltid, och båda tackade ja, vilket gjorde Nightwish till en sextett för första gången.

### Endless Forms Most Beautiful och Decades (2014–2018)
Redan 2012 avslöjades att Nightwish hade bokat en replokal från juli 2014 till september 2014, men att de hade för avsikt att ta "ett långt avbrott" från bandet för att vila upp sig efter turnén. Under juli till oktober 2014 spelade bandet in sitt åttonde studioalbum, Endless Forms Most Beautiful, med utgivningsdatum 27 mars 2015. Bandets trummis Jukka Nevalainen deltog på grund av långvarig sömnlöshet inte i inspelningen. Han kommer heller inte att delta i turnén. Kai Hahto från Wintersun har tills vidare tagits Nevalainens plats. På låtarna Shudder Before The Beautiful och The Greatest Show On Earth deltar Richard Dawkins som berättare.
Albumets första singel, Élan, släpptes 13 februari 2015.
Nightwish turnerade 2015 och 2016 med Kai Hahto som vikarierande trumslagare (Nevalainen och den tidigare basisten Sami Vänskä deltog på en tjugoårsjubileumskonsert i Finland 2016). De släppte dessutom ett livealbum och DVD, Vehicle of Spirit, med två konserter från Tammerfors och London; på den sistnämnda konserten medverkade Richard Dawkins som uppläsare.
Bandet gjorde uppehåll 2017, delvis eftersom Jansen skulle få sitt första barn. 2018 släpptes samlingsalbumet Decades och Nightwish turnerade i nio månader. Bland annat spelades en ny version av låten The Carpenter från Angels Fall First med Troy Donockley som manlig sångare.

### Human. :II: Nature. (2019–)
Holopainen, Donockley och Johanna Kurkela släppte ett album 2018 under namnet Auri, med mer fokus på folkmusik. Det albumet gav Holopainen inspiration att skriva musiken till nästa Nightwish-album, som skulle börja spelas in 2019 och planerades att släppas 2020.
Den 15 juli 2019 tillkännagav Nevalainen, efter fem års inaktivitet från bandet, att han inte skulle återvända till Nightwish utan koncentrera sig på arbetet bakom kulisserna, och Kai Hahto blev officiell trummis i Nightwish.
Albumets titel avslöjades den 16 januari 2020 som Human. :II: Nature. Den första singeln Noise släpptes den 7 februari samma år, följd av singeln Harvest den 6 mars. Albumet släpptes den 10 april, och samma dag släppte Nightwish textvideos till alla låtar på albumet. Turnén som skulle följa på skivsläppet sköts upp till 2021 på grund av COVID-19; man kommer dock att spela två virtuella, livestreamade konserter den 12 och 13 mars.
Den 12 januari 2021 tillkännagav Hietala att han skulle lämna Nightwish på grund av sitt missnöje med musikbranschen och sin kroniska depression.

## Musik

### Inflytande
Tuomas Holopainen som skriver de flesta av bandets texter och musik, säger att han får sin inspiration till Nightwish låtar mest från filmmusik. Låtar som Beauty of the Beast och Ghost Love Score är två exempel på detta. Holopainens förkärlek för filmmusik märks också i det faktum att han skrivit musiken till filmen Imaginaerum. Andra låtar som Romanticide och Wish I Had An Angel har element som påminner om techno-musik. Holopainen har också sagt att det är filmmusik han lyssnar på privat. Filmmusik som han tycker om är från filmerna Van Helsing och Crimson Tide och mer eller mindre allt som Hans Zimmer har skrivit.
Nightwish har även visat sig vara inspiration för andra band. Simone Simons, sångerskan i bandet Epica, har sagt att hon började sjunga tack vare Nightwish. Den före detta (framlidna) sångerskan i Visions of Atlantis, Nicole Bogner, har även sagt att Nightwish var en stor del av inspirationen för deras första album. Sander Gommans i After Forever har sagt att Nightwish "kommer högst troligt influera oss att skriva nya låtar". Power metal-bandet Sonata Arcticas sångare Tony Kakko har förklarat hur mycket Nightwish inspirerar honom.

### Musikstil
Fantasyteman, episka atmosfärer, kraftfulla sång- samt gitarr- och keyboardsolon med snabb melodisk stil är karaktäristiskt för Nightwish. Bandet experimenterar mycket med sin musik, blandar flera olika genrer med varandra och använder gammalt material som ändå är nytt för scenen.
En precis definition av bandets musikstil är ett omdebatterat ämne. Bandet har föreslagits vara en del av genrerna gothic metal, symphonic metal, power metal, progressive metal och gothic rock. Tuomas Holopainen har en gång beskrivit sin musik som "melodisk heavy metal med en kvinnlig sångerska".
Definitionen symphonic metal är baserad på Nightwishs tillägg av instrument och sångstilar från klassisk musik och filmmusik. Bandets basist/sångare Marco Hietala har även kallat stilen "filmmusiksmetal". Speciellt på de tre första albumen hamnar bandet i facket power metal och kan liknas vid andra finska band som Sonata Arctica och Stratovarius. Gothic metal-genren kommer från tidningar som Kerrang!, eftersom flera av Nightwishs låtar, speciellt från de senaste albumen, har en mörkare känsla – något som är ovanligt för power metal. Även sopransångerskor har varit ovanligt inom power metal och kan jämföras med de manliga falsettsångare som är vanligare inom gothic metal i band som Tristania, Within Temptation och Theatre of Tragedy.
En ny era av Nightwishs musikstil började med albumet Century Child och utvecklades mycket mer med Once. Gitarrerna var nerstämda och enklare till ett lägre rytmiskt sound som är närmare modern hårdrock än bandets äldre melodisk power metal-stil. Tarjas röst förlorade även en del av operasoundet och kom närmre till standarden inom kvinnlig sång i hårdrock. Den manliga sången från den nya basisten Marco Hietala gav en ny, råare dimension som på låtarna Planet Hell och Wish I Had An Angel.
Det eskapistiska fantasytemat av det äldre Nightwish började gradvis bli ersatt av gothiska bilder. Holopainen berättade i en intervju att Dark Passion Play har mycket gemensamt med Once. Till exempel behåller bandet den hårdare typen av låtar (som Wish I Had An Angel och Planet Hell), men inkluderar även mjuka ballader. Albumet innehåller också flera gästmusikanter och orkesterdelar. Imaginaerum har om något en mer eskapistisk känsla och är mycket influerat av filmmusik. Likt sina närmsta föregångare innehåller albumet en orkester.
På det första albumet Angels Fall First, och till viss del även på Dark Passion Play och Imaginaerum, ingår även element av folkmusik.

## Medlemmar
| År        | Medlemmar | Utgivna album                                                                          | Utgivna album                                                                                          | Utgivna album | Utgivna album |
| År        | Medlemmar | Studioalbum, demor och EP                                                              | Livealbum, DVD och samlingar                                                                           | Singlar |               |
| --------- | --- | -------------------------------------------------------------------------------------- | --- | --- | ------------- |
| 1996      | - Tuomas Holopainen – keyboard - Erno "Emppu" Vuorinen – gitarr, basgitarr - Tarja Turunen – sång | - "Demo" (1996)                                                                        | - | - |               |
| 1997      | - Tuomas Holopainen – keyboard - Erno "Emppu" Vuorinen – gitarr, basgitarr - Tarja Turunen – sång - Jukka Nevalainen – trummor                                                                                               | - Angels Fall First (1997)                                                             | - | - |               |
| 1998–2001 | - Tuomas Holopainen – keyboard - Erno "Emppu" Vuorinen – gitarr - Tarja Turunen – sång - Jukka Nevalainen – trummor - Sami Vänskä – basgitarr                                                                                | - Oceanborn (1998) - Wishmaster (2000) - Over the Hills and Far Away (2001)            | - Wishmastour 2000 (2000) - From Wishes to Eternity (2001)                                             | - "The Carpenter" (1998) - "Sacrament of Wilderness" (1998) - "Passion and the Opera" (1998) - "Walking in the Air" (1999) - "Sleeping Sun (Four Ballads of the Eclipse)" (1999) - "The Kinslayer" (2000) - "Deep Silent Complete" (2000) |               |
| 2001–2005 | - Tuomas Holopainen – keyboard - Erno "Emppu" Vuorinen – gitarr - Tarja Turunen – sång - Jukka Nevalainen – trummor - Marco Hietala – basgitarr, sång                                                                        | - Century Child (2002) - Once (2004)                                                   | - End of Innocence (2003) - Tales from the Elvenpath (2004) - Bestwishes (2005) - Highest Hopes (2005) | - "Ever Dream" (2002) - "Bless the Child" (2002) - "Nemo" (2004) - "Wish I Had an Angel" (2004) - "Kuolema Tekee Taiteilijan" (2005) - "The Siren" (2005) - "Sleeping Sun" (2005)                                                         |               |
| 2005–2007 | - Tuomas Holopainen – keyboard - Erno "Emppu" Vuorinen – gitarr - Jukka Nevalainen – trummor - Marco Hietala – basgitarr, sång                                                                                               | -                                                                                      | - End of an Era (2006) Denna skiva hade fortfarande med Tarja Turunen                                  | - |               |
| 2007–2012 | - Tuomas Holopainen – keyboard - Erno "Emppu" Vuorinen – gitarr - Anette Olzon – sång - Jukka Nevalainen – trummor - Marco Hietala – basgitarr, sång                                                                         | - Dark Passion Play (2007) - Imaginaerum (2011)                                        | Made in Hong Kong (And in Various Other Places) (2009)                                                 | - "Eva" (2007) - "Amaranth" (2007) - "Erämaan Viimeinen" (2007) - "Bye Bye Beautiful" (2008) - "The Islander" (2008) - "Storytime" (2011) - "The Crow, the Owl and the Dove" (2012)                                                       |               |
| 2013–2019 | - Tuomas Holopainen – keyboard, syntar - Erno "Emppu" Vuorinen – gitarr - Jukka Nevalainen – trummor, slagverk - Marco Hietala – basgitarr, sång - Floor Jansen – sång - Troy Donockley – irländska säckpipor, flöjter, sång | - Endless Forms Most Beautiful (2015) Nevalainen avstod från att medverka av hälsoskäl | - Showtime, Storytime (2013) - Vehicle Of Spirit (2016)                                                | - "Élan" (2015) - "Endless Form Most Beautiful" (2015) - "My Walden" (2016) |               |
| 2019–2021 | - Tuomas Holopainen –keyboard, syntar - Erno "Emppu" Vuorinen – gitarr - Kai Hahto – trummor, slagverk - Marco Hietala – basgitarr, sång - Floor Jansen – sång - Troy Donockley – irländska säckpipor, flöjter, sång         | - Human. :II: Nature (2020)                                                            | | - "Noise" (2020) - "Harvest" (2020) |               |
| 2021–     | - Tuomas Holopainen –keyboard, syntar - Erno "Emppu" Vuorinen – gitarr - Kai Hahto – trummor, slagverk - Floor Jansen – sång - Troy Donockley – irländska säckpipor, flöjter, sång - Jukka Koskinen - basgitarr              |                                                                                        | | |               |

## Gästartister
- Tony Kakko (Sonata Arctica) - From Wishes to Eternity, Over the Hills and Far Away och remaken av Astral Romance från 2001.
- Tapio Wilska (ex-Finntroll, Sethian) - Oceanborn, Over the Hills and Far Away och From Wishes to Eternity.
- Ike Vil (Babylon Whores) - The Kinslayer röst på Wishmaster.
- John Two-Hawks - Once och End of an Era.
- Sam Hardwick - Dead Boys röst på Wishmaster och Century Child.
- London Session Orchestra - Once och Dark Passion Play.
- Metro Voices - Once och Dark Passion Play.
- Troy Donockley – Uilleann pipe, tin whistle och sång på Dark Passion Play och "Imaginaerum" samt live (2007-2013; fullvärdig bandmedlem sedan 2013).
- Senni Eskelinen – Kantele på Dark Passion Play.
- Samppa Hirvonen – live-bas (1997).
- Marjaana Pellinen – live-sång (1997).
- Floor Jansen (ex-After Forever, ReVamp) - live-sång (2012-2013; fullvärdig bandmedlem sedan 2013).
- Kai Hahto (Wintersun) - trummor på Endless Forms Most Beautiful (2015) och livetrummor (2014-2019; fullvärdig bandmedlem sedan 2019)

## Diskografi

### Studioalbum
- 1997 – Angels Fall First
- 1998 – Oceanborn
- 2000 – Wishmaster
- 2002 – Century Child
- 2004 – Once
- 2007 – Dark Passion Play
- 2011 – Imaginaerum
- 2015 – Endless Forms Most Beautiful
- 2020 – Human. :II: Nature.
- 2024 – Yesterwynde

### Samlingar
- 2001 – Wishmastour 2000
- 2001 – The Golden Wishes (4x12" vinyl box)
- 2002 – 1997-2001 (4xCD box)
- 2004 – Tales from the Elvenpath
- 2005 – Bestwishes
- 2005 – Highest Hopes
- 2006 – End of an Era
- 2007 – Amaranth (dubbel-CD)
- 2008 – The Sound of Nightwish Reborn
- 2011 – Walking in the Air - The Greatest Ballads
- 2018 – Red Passion Box (8x7" vinyl box)
- 2018 – Decades (An Archive of Song 1996-2015) (dubbel-CD)

### Livealbum
- 2001 – From Wishes to Eternity
- 2003 – End of Innocence
- 2006 – End of an Era
- 2009 – Made in Hong Kong
- 2013 – Showtime, Storytime
- 2016 – Vehicle of Spirit
- 2019 – Decades: Live in Buenos Aires

### EP
- 2001 – Over the Hills and Far Away
- 2012 – Trials of Imaginaerum

### Singlar
- 1997 – "The Carpenter"
- 1998 – "Sacrament of Wilderness"
- 1998 – "Passion and the Opera"
- 1999 – "Walking in the Air
- 1999 – "Sleeping Sun"
- 2000 – "The Kinslayer"
- 2000 – "Deep Silent Complete"
- 2001 – "Over the Hills and Far Away"
- 2002 – "Ever Dream"
- 2002 – "Bless the Child"
- 2004 – "Nemo"
- 2004 – "Wish I Had an Angel"
- 2004 – "Kuolema Tekee Taiteilijan"
- 2005 – "The Siren"
- 2005 – "Sleeping Sun"
- 2007 – "Eva"
- 2007 – "Amaranth"
- 2007 – "Erämaan Viimeinen"
- 2008 – "Bye Bye Beautiful"
- 2008 – "The Islander"
- 2011 – "Storytime"
- 2012 – "The Crow, The Owl & The Dove"
- 2015 – "Élan"
- 2015 – "Endless Forms Most Beautiful"
- 2016 – "My Walden"
- 2020 – "Noise"
- 2020 – "Harvest"

## Filmografi
- 2001 – From Wishes to Eternity
- 2003 – End of Innocence
- 2006 – End of an Era
- 2012 – Imaginaerum
- 2013 – Showtime, Storytime
- 2016 – Vehicle Of Spirit
- 2019 – Decades: Live in Buenos Aires